# ウケレウェ島
ウケレウェ島（ウケレウェとう、Ukerewe）はヴィクトリア湖に浮かぶタンザニア領の島である。面積は530km2。ヴィクトリア湖の島としてのみでなく、アフリカ全域における内陸水域の島としても最大である。
島はムワンザ州に属し、周辺の島々とともにウケレウェ県を構成している。島の人口は約15万人で、最も大きな町はナンシオ。湖南岸の州都ムワンザから北へ45kmに位置し、島へのアクセスはムワンザからの船便が出ている。また、より短い東の湖峡を通る渡る3.8kmのカーフェリーの航路もあり、対岸からはマラ州の州都ムソマまで未舗装の道路が延びている。

## ギャラリー

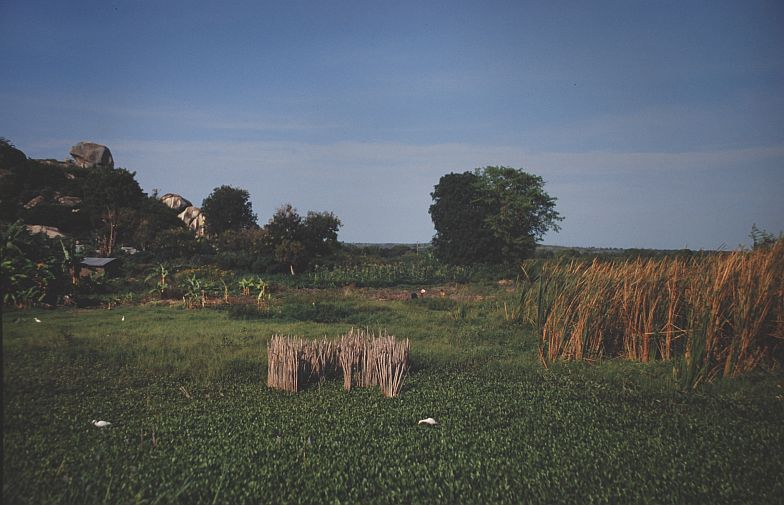
ウケレウェ島沿岸付近
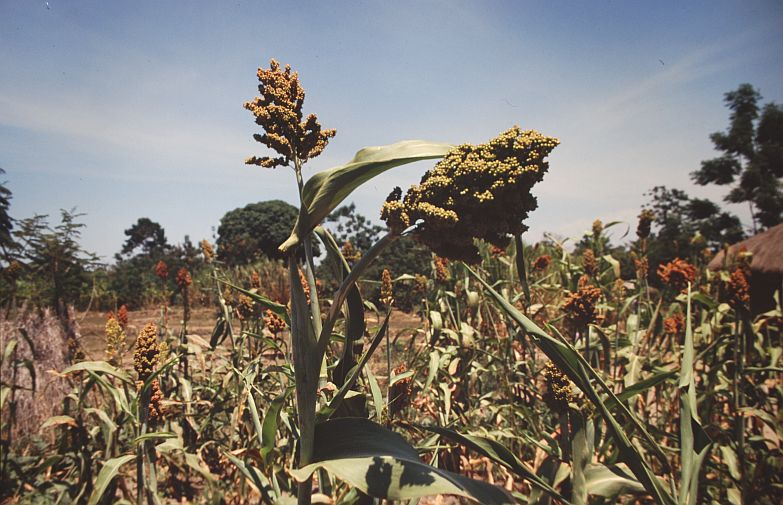
ウケレウェ島の穀物畑